# (10588) Adamcrandall
(10588) Adamcrandall (1996 OE) – planetoida z pasa głównego asteroid okrążająca Słońce w ciągu 3 lat i 270 dni w średniej odległości 2,41 j.a. Została odkryta 18 lipca 1996 roku.